# ジョン・ボーグル
ジョン・クリフトン・“ジャック”・ボーグル（英語: John Clifton "Jack" Bogle、1929年5月8日 - 2019年1月16日）は、アメリカ合衆国の投資家、実業家、慈善家である。彼はバンガード・グループの創業者であり、世界初の個人投資家向けのインデックスファンドを設定した人物として知られ、「インデックスファンドの父」とも呼ばれている。

## 生涯
ニュージャージー州モントクレアに生まれる。
彼の家族は大恐慌の影響を受け、家と財産を失った。父親がアルコール依存症に陥り、両親は離婚した。
ボーグルと双子の弟デビッドは、ニュージャージー州のマナスカン高校に通った。そこでの学業成績により、就労奨学金を得て、ブレアアカデミーに編入。
1947年にボーグルは同校を卒業し、プリンストン大学に進学。大学では経済学と投資を学んだ。大学時代、ボーグルは投資信託業界を研究しており、3回生と4回生の時に、"The Economic Role of the Investment Company "という論文に取り組んだ。
1951年にプリンストンを卒業したボーグルは、ウォルター・L・モーガン率いるウェリントン・ファンドに採用された。
1955年にアシスタントマネージャーに昇進し、1967年にはウェリントンの社長に就任した。
この間にボーグルはバランスファンドであったウェリントンを補完するものとして株式ファンドを創設するようウェリントン・マネージメント経営陣を説得し、成功した。
ウェリントン・マネージメントは1967年にボストンの投資会社であるソーンダイク･ドーラン・ペイン・アンド・ルイス（TDPL）と合併したが、1974年に経営を巡る対立からボーグルはウェリントンを退職し、バンガード・グループを設立した。
1976年、ポール・サミュエルソンの論文の影響を受け、ボーグルは世界初となるインデックスファンド（バンガード500インデックスファンドの前身）を創設した。
サミュエルソンは2005年の講演で「ボーグルの発明は車輪、アルファベット、グーテンベルク印刷に匹敵する」と評価している。
ボーグルは1990年代に心臓病を患い、バンガードのCEOを1996年にジョン・C・ブレナンへ譲った。
同年心臓移植手術を受けて快復したボーグルが Senior Chairman としてバンガードに戻ったため、ボーグルとブレナンは対立した。
結局ボーグルは1999年に退職し、バンガードの敷地内に設置された Bogle Financial Markets Research Center へ移った。
2019年、食道癌のためペンシルベニア州ブリンマーで死去した。

## 著作
- 1994　Bogle on Mutual Funds: New Perspectives for the Intelligent Investor
- 1999　Common Sense on Mutual Funds: New Imperatives for the Intelligent Investor（邦訳『インデックス・ファンドの時代　アメリカにおける資産運用の新潮流』井出正介監訳、みずほ年金研究所訳、東洋経済新報社、2000）
- 2001　John Bogle on Investing: The First 50 Years
- 2002　Character Counts: The Creation and Building of The Vanguard Group
- 2005　The Battle for the Soul of Capitalism（邦訳『米国はどこで道を誤ったか　資本主義の魂を取り戻すための戦い』瑞穂のりこ訳、東洋経済新報社、2008）
- 2007　The Little Book of Common Sense Investing: The Only Way to Guarantee Your Fair Share of Stock Market Returns（邦訳『マネーと常識』林康史監訳、石川由美子訳、日経BP、2007）
- 2008　Enough. True Measures of Money, Business, and Life（邦訳『波瀾の時代の幸福論　マネー、ビジネス、人生の「足る」を知る』山崎恵理子訳、武田ランダムハウスジャパン、2009／『人生のダイヤモンドは足元に埋まっている―強欲資本主義時代の処方箋』同、文響社、2021）
- 2010　Common Sense on Mutual Funds, 10th anniversary edition
- 2011　Don’t Count on It! Reflections on Investment Illusions, Capitalism, "Mutual" Funds, Indexing, Entrepreneurship, Idealism, and Heroes
- 2012　The Clash of the Cultures: Investment vs. Speculation（邦訳『米国金融の仕組み　賢く資産形成するなら知っておきたい』武田玲子訳、ダイレクト出版、2018）
- 2017　The Little Book of Common Sense Investing, 10th anniversary edition（邦訳『インデックス投資は勝者のゲーム　株式市場から確実な利益を得る常識的方法』長尾慎太郎監修、藤原玄訳、パンローリング、2018）
- 2018　Stay the Course: A History of Vanguard and the Index Revolution（邦訳『航路を守れ　バンガードとインデックス革命の物語』石塚順子訳、幻戯書房、2021）